# Robert Hazard
Robert Hazard (nombre de nacimiento Rimato; Philadelphia, 21 de agosto de 1948 — Boston, 5 de agosto de 2008) fue un músico y compositor estadounidense. Escribió, compuso y grabó como demo la canción «Girls Just Want to Have Fun» en 1979, que fue grabada en 1983 por Cyndi Lauper y que se convirtió en un éxito. También compuso canciones de la new-wave como Escalator of Life y Change Reaction, que fueron interpretados por su banda, Robert Hazard and the Heroes, que fue popular en la escena de clubes de Filadelfia, Pensilvania durante la década de los 80. Estas canciones aparecieron en el EP de cinco canciones Robert Hazard, publicado en junio de 1982 bajo su propia forma discográfica "RHA Records", y posteriormente con RCA Records. RCA le publicó su primer LP Wing of Fire en enero de 1984.

## Biografía
Robert Hazard nació el 21 de agosto de 1948 en Philadelphia, Pennsylvania, hijo de una cantante de ópera. Creció en Springfield, condado de Delaware, y se graduó en el Springfield High School en 1966.
Kurt Loder escribió un artículo en Rolling Stone de 1981, describiendo a Hazard como un músico "...que comenzó como un folkie de la era Dylan. Luego pasó ocho años cantando country y western. "Me encanta la música country", explica, lo que por supuesto no explica nada, y menos aún los dos años que pasó posteriormente con una banda de reggae... o su actual enfoque electro-pop, que le debe poco a cualquiera de los anteriores."
Sus últimas grabaciones fueron álbumes country como The Seventh Lake (2003), Blue Mountain (2004) y Troubadour en 2007.

### Fallecimiento y familia
Hazard murió 16 días antes de su 60 cumpleaños en el Hospital General de Massachusetts en Boston el 5 de agosto de 2008, a causa de una urgencia de cáncer pancreático, que le diagnosticó recientemente. Vivía con su mujer Susan K Selander y sus dos hijos Rex y Remy cerca de Old Forge, Nueva York, a la que hay que añadir su hija Corrina de un matrimonio anterior.

## Discografía
Álbumes de estudio
- Wing of Fire (1984)
- Darling (1986)
- Howl (1998)
- The Seventh Lake (2004)
- Blue Mountain (2004)
- Troubadour (2007)

Extended plays
- Robert Hazard (1982) – No. 102 (Billboard 200)

Recopilaciones
- Out of the Blue (as Robert Hazard and the Heroes) (2005)

Singles
- "Escalator of Life" (1982) – No. 58 (Billboard Top 100)
- "Change Reaction" (1982) – No. 106 (Bubbling Under Hot 100)[12]
- "Hard Hearted" (1984)